# 靜岡縣小笠山綜合運動公園體育場
靜岡縣小笠山綜合運動公園體育場（暱稱：Ecopa Stadium）是一個位於日本靜岡縣袋井市的體育場，主要供足球比賽來使用，並可以容納50,889人。
目前日本職業足球聯賽的球隊磐田山葉與清水心跳亦以本體育場作為比賽球場。

## 歷史
由於日本於2002年舉辦世界盃足球賽，因此日本政府興建了很多新的足球場館，也包括靜岡體育場。
2002年世界盃期間，靜岡體育場一共舉行3場賽事。
小組賽
- 2002年6月11日：喀麥隆 0 - 2 德國
- 2002年6月14日：比利時 3 - 2 俄羅斯

八強賽
- 2002年6月21日：巴西 2 - 1 英格蘭

此外，小笠山綜合運動公園體育場是2019年世界杯橄榄球赛的其中一個比賽場地。

## 外部連結
- Official site of Ecopa （页面存档备份，存于） （日語）
- Worldstadiums.com
- Stadiumguide.com